# 貝尼托華雷斯奧林匹克運動場
貝尼托華雷斯奧林匹克運動場（西班牙語：Estadio Olimpico Benito Juarez）是位於墨西哥華雷斯城的多用途運動場，是華雷斯城自治大學校舍的一部分。
運動場主要用於足球比賽，現時為墨西哥超級足球聯賽球會華雷斯的主場。
運動場的首場比賽於1981年5月12日進行，墨西哥國家隊以0–0賽和西班牙球會马德里竞技。

## 外部連結
- Stadium picture （页面存档备份，存于）